# Cod ATC C08
Codul ATC C08 Blocante ale canalelor de calciu este o parte a sistemului de clasificare anatomică, terapeutică și chimică a medicamentelor, un sistem dezvoltat de către Organizația Mondială a Sănătății (OMS) pentru clasificarea medicamentelor și a altor produse medicinale. Subgrupul C08 este o parte a grupului C Sistemul cardiovascular.
Codurile pentru preparatele de uz veterinar sunt create prin alipirea literei Q în fața codului ATC corespunzător produsului pentru uz uman; de exemplu, QC08. Codurile ATCvet care nu au un cod ATC corespunzător produsului de uz uman sunt citate începând cu Q în lista următoare.

## C 08 C Blocante selective ale canalelor de calciu cu efecte preponderent vasculare

### C 08 CA Derivați de dihidropiridină
C08CA01 Amlodipină
C08CA02 Felodipină
C08CA03 Isradipină
C08CA04 Nicardipină
C08CA05 Nifedipină
C08CA06 Nimodipină
C08CA07 Nisoldipină
C08CA08 Nitrendipină
C08CA09 Lacidipină
C08CA10 Nilvadipină
C08CA11 Manidipină
C08CA12 Barnidipină
C08CA13 Lercanidipină
C08CA14 Cilnidipină
C08CA15 Benidipină
C08CA16 Clevidipină
C08CA55 Nifedipin, combinații

### C 08 CX Alte blocante selective ale canalelor de calciu cu efecte preponderent vasculare
C08CX01 Mibefradil

## C 08 D Blocante selective ale canalelor de calciu cu efecte cardiace directe

### C 08 DA Derivați de fenilalchilamină
C08DA01 Verapamil
C08DA02 Galopamil
C08DA51 Verapamil, combinații

### C 08 DB Derivați de benzotiazepin
C08DB01 Diltiazem

## C 08 E Blocante neselective ale canalelor de calciu

### C 08 EA Derivați de fenilalchilamină
C08EA01 Fendilin (Sensit)
C08EA02 Bepridil

### C 08 EX Alte blocante neselective ale canalelor de calciu
C08EX01 Lidoflazin
C08EX02 Perhexilin

## C 08 G Blocante ale canalelor de calciu și diuretice

### C 08 GA Blocante ale canalelor de calciu și diuretice
C08GA01 Nifedipin și diuretice
C08GA02 Amlodipin și diuretice